# 中央管河川
中央管河川是指中華民國境內依據《河川管理辦法》由中央政府管轄之河川（水系），由經濟部水利署所屬之各河川局管理。依據民國98年（2009年）4月8日的公告，共有中央管河川24水系，另有跨省市河川2水系。由於跨省市河川中的淡水河與各中央管河川規模相當，在經濟部水利署的介紹資料中往往並列而未加以區分。

## 歷史
在省政府時代，係依重要性將省管河川區分成「主要河川」、「次要河川」及「普通河川」三大類。各類河川數目歷年來屢有變遷，於民國78年（1989年）公告調整之後，計有主要河川21水系、次要河川29水系及普通河川79水系，合計省管河川共129水系。
民國87年（1998年）6月起，省府改依管轄權責將所轄河川區分成「省管河川」及「縣（市）管河川」兩大類，計有省管河川24水系，縣（市）管河川91水系；另與台北市劃分「跨省市河川」（或稱「省市共管河川」）3水系，合計全台縣市級以上列管河川共118水系。其中淡水河雖列為「跨省市河川」，但因較為重要，隨後於同年9月公告為「比照省管河川」。
凍省之後，河川主管單位改制為經濟部水利署。民國89年（2000年）1月4日，經濟部公告將台灣河川改區分為「中央管河川」及「縣（市）管河川」。中央管河川即為原有之省管河川改制而成，數量仍為24水系，縣（市）管河川亦仍為91水系。
在該次公告中，並未提及原本歸類為「比照省管河川」的淡水河如何歸屬，造成諸多不便。民國98年（2009年）4月8日，經濟部公告台灣河川區分為「中央管河川」、「跨省市河川」及「縣（市）管河川」，包括中央管河川24水系、跨省市河川2水系、縣（市）管河川92水系，合計全台縣市級以上列管河川共有118水系。
由於跨省市河川中的淡水河與各中央管河川規模相當，在經濟部水利署的各種介紹資料中往往並列而未加以區分；有時候甚至連規模極小的另一跨省市河川磺溪也都不慎誤列為中央管河川。

## 中央管河川列表
以下列出中央管河川的水系基本資料：
| 編號 | 水系名   | 幹流長度 | 流域面積 | 平均流量 | 平均坡度 | 發源地                           | 出海地             | 流經縣市                               |
| ---- | -------- | -------- | -------- | -------- | -------- | -------------------------------- | ------------------ | -------------------------------------- |
| 1    | 蘭陽溪   | 73.00    | 978.00   | 74.24    | 1/55     | 南湖北山                         | 壯圍鄉、五結鄉     | 宜蘭縣                                 |
| 2    | 鳳山溪   | 45.45    | 250.10   | 9        | 1/225    | 那結山 外鳥嘴山                  | 新竹市北區、竹北市 | 桃園市、新竹縣                         |
| 3    | 頭前溪   | 63.03    | 565.94   | 22       | 1/190    | 鹿場大山、李棟山 霞喀羅大山 檜山 | 新竹市北區、竹北市 | 新竹縣市                               |
| 4    | 中港溪   | 54.00    | 445.58   | 15       | 1/150    | 鹿場大山                         | 後龍鎮、竹南鎮     | 苗栗縣、新竹縣                         |
| 5    | 後龍溪   | 58.30    | 536.59   | 28.7     | 1/160    | 鹿場大山                         | 後龍鎮             | 苗栗縣                                 |
| 6    | 大安溪   | 95.76    | 758.47   | 49.8     | 1/75     | 大霸尖山                         | 大甲區、大安區     | 苗栗縣、台中市                         |
| 7    | 大甲溪   | 124.20   | 1,235.73 | 40.7     | 1/60     | 南湖東山 南湖大山                | 清水區、大安區     | 市 南投縣                              |
| 8    | 烏溪     | 119.13   | 2,025.60 | 114.43   | 1/92     | 合歡山 更孟山                    | 龍井區、伸港鄉     | 台中市、南投縣、彰化縣                 |
| 9    | 濁水溪   | 186.60   | 3,156.90 | 164.8    | 1/190    | 合歡山                           | 大城鄉、麥寮鄉     | 南投縣、彰化縣、雲林縣、嘉義縣         |
| 10   | 北港溪   | 82.00    | 645.21   | 24       | 1/159    | 七星嶺 樟湖山                    | 口湖鄉、東石鄉     | 雲林縣、嘉義縣                         |
| 11   | 朴子溪   | 75.87    | 426.60   | 16       | 1/53     | 芋菜坑                           | 東石鄉             | 嘉義縣市                               |
| 12   | 八掌溪   | 80.86    | 474.74   | 27       | 1/42     | 奮起湖                           | 布袋鎮、北門區     | 嘉義縣市、台南市                       |
| 13   | 急水溪   | 65.00    | 379.00   | 15       | 1/118    | 檳榔山 大棟山 凍子頂山           | 北門區             | 台南市、嘉義縣                         |
| 14   | 曾文溪   | 138.47   | 1,176.64 | 74.9     | 1/200    | 阿里山 東水山                    | 安南區、七股區     | 嘉義縣、台南市、高雄市                 |
| 15   | 鹽水溪   | 41.30    | 343.74   | 8        | 1/295    | 大坑尾 深堀尾                    | 安南區、安平區     | 台南市                                 |
| 16   | 二仁溪   | 63.20    | 350.04   | 12       | 1/160    | 山豬湖山                         | 台南市南區、茄萣區 | 台南市、高雄市                         |
| 17   | 阿公店溪 | 38.00    | 137.07   | 7        | 1/700    | 烏山頂                           | 永安區、彌陀區     | 高雄市                                 |
| 18   | 高屏溪   | 171.00   | 3,256.85 | 268.1    | 1/150    | 玉山 玉山東峰                    | 新園鄉、林園區     | 南投縣、嘉義縣、台東縣、高雄市、屏東縣 |
| 19   | 東港溪   | 44.00    | 472.20   | 24       | 1/500    | 大武山 日湯真山                  | 新園鄉、東港鎮     | 屏東縣                                 |
| 20   | 四重溪   | 31.91    | 124.88   | 7        | 1/59     | 里龍山                           | 車城鄉             | 屏東縣                                 |
| 21   | 卑南溪   | 84.35    | 1,603.21 | 94.2     | 1/165    | 卑南主山 關山                    | 台東市             | 台東縣                                 |
| 22   | 秀姑巒溪 | 81.15    | 1,790.46 | 109      | 1/34     | 崙天山 馬博拉斯山                | 豐濱鄉             | 花蓮縣、台東縣                         |
| 23   | 花蓮溪   | 57.28    | 1,507.09 | 102      | 1/285    | 拔子山 萬里池                    | 吉安鄉、壽豐鄉     | 花蓮縣                                 |
| 24   | 和平溪   | 50.73    | 561.60   | 53       | 1/37     | 南湖北山                         | 秀林鄉、南澳鄉     | 花蓮縣、宜蘭縣                         |

## 跨省市河川列表
以下列出中央管河川的水系基本資料：
| 編號 | 水系名 | 幹流長度 | 流域面積 | 平均流量 | 平均坡度 | 發源地 | 出海地         | 流經縣市                                       |
| ---- | ------ | -------- | -------- | -------- | -------- | ------ | -------------- | ---------------------------------------------- |
| 1    | 淡水河 | 158.70   | 2,726.00 | 180      | 1/122    | 品田山 | 淡水區、八里區 | 台北市、新北市、基隆市、桃園市、新竹縣、宜蘭縣 |
| 2    | 磺溪   | 13.50    | 49.07    |          | 1/15     | 七星山 | 金山區         | 新北市、台北市                                 |